# Vatica havilandii
Espèce
Classification phylogénétique
Statut de conservation UICN

 CR A1c, C2a : 
En danger critique
 Vatica havilandii est un grand arbre sempervirent endémique de Bornéo, appartenant à la famille des dipterocarpaceae.

## Répartition
Extrêmement localisé dans les forêts mixtes de dipterocarps des collines côtières de Bornéo.

## Préservation
Espèce en danger critique d'extinction du fait de la déforestation et l'exploitation forestière.